# Sàidékè Bālái
Sàidékè Bālái é um filme de drama taiwanês de 2011 dirigido e escrito por Wei Te-sheng. Foi selecionado como representante de Taiwan à edição do Oscar 2012, organizada pela Academia de Artes e Ciências Cinematográficas.

## Elenco
- Nolay Piho
- Yuki Daki
- Umin Boya
- Masanobu Ando
- Kawahara Sabu
- Yuichi Kimura
- Vivian Hsu
- Landy Wen
- Irene Luo
- Chie Tanaka